# Tour de Langkawi 2020
El Tour de Langkawi 2020 fou la 25a edició del Tour de Langkawi. La cursa es disputà entre el 7 i el 14 de febrer a Malàisia. La cursa es disputà entre Kuching i a Kuah, després de 1.114,9 km distribuïts en set etapes. La cursa formà part del calendari UCI ProSeries 2020 en categoria 2.Pro.
El vencedor final fou l'italià Danilo Celano (Sapura), que s'imposà per 26" a Yevgeniy Fedorov (Vino-Astana Motors) i per 35 a Artiom Ovetxkin (Terengganu Cycling Team).

## Equips
L'organització convidà a 21 equips a prendre part en aquesta cursa, un WorldTeam, cinc ProTeams, tretze equips continentals i dos equips natconals:
| WorldTeam- NTT Pro Cycling ProTeams (5)- Androni Giocattoli-Sidermec - Bardiani CSF Faizanè - Vini Zabù-KTM - B&B Hotels-Vital Concept p/b KTM - Nippo Delko One Provence Equips continentals (13)- Aisan Racing Team - Team BridgeLane - PGN Road Cycling Team - KSPO Professional - ARA Pro Racing Sunshine Coast - SSOIS Miogee - St George Continental Cycling Team - Sapura - Terengganu Inc-TSG Cycling Team - Thailand Continental Cycling Team - Vino-Astana Motors - Wildlife Generation Pro Cycling - Utsunomiya Blitzen Equips nacionals (2)- Hong Kong - Malàisia |
| |

## Etapes
| Etapa    | Data      | Ciutats d'etapa               | type              | Distància (km) | Vencedor de l'etapa  | Líder de la general |
| -------- | --------- | ----------------------------- | ----------------- | -------------- | -------------------- | ------------------- |
| 1a etapa | 7 de feb  | Kuching – Kuching             | etapa plana       | 96,2           | Yevgeniy Fedorov     | Yevgeniy Fedorov    |
| 2a etapa | 8 de feb  | Kuala Terengganu – Kerteh     | etapa plana       | 175,5          | Taj Jones            | Yevgeniy Fedorov    |
| 3a etapa | 9 de feb  | Temerloh – Torres Petronas    | etapa plana       | 162,5          | Max Walscheid        | Yevgeniy Fedorov    |
| 4a etapa | 10 de feb | Putrajaya – Genting Highlands | etapa de muntanya | 124,7          | Kevin Rivera Serrano | Danilo Celano       |
| 5a etapa | 11 de feb | Kuala Kubu Bharu – Ipoh       | etapa accidentada | 165,8          | Mohd Harrif Saleh    | Danilo Celano       |
| 6a etapa | 12 de feb | Taiping – Penang              | etapa plana       | 151,3          | Hideto Nakane        | Danilo Celano       |
| 7a etapa | 13 de feb | Bagan Datuk – Alor Star       | etapa accidentada | 130,4          | Mohd Harrif Saleh    | Danilo Celano       |
| 8a etapa | 14 de feb | Eagle Square – Kuah           | etapa accidentada | 108,5          | Max Walscheid        | Danilo Celano       |

### Etapa 1
| \| Classificació de l'etapa \| Classificació de l'etapa \| Classificació de l'etapa \| Classificació de l'etapa \| Classificació de l'etapa \| \| Corredor \| Corredor \| Equip \| Temps \| \| \| ------------------------ \| ---------------------------- \| --------------------------------- \| ------------------------ \| ------------------------ \| \| 1r \| Yevgeniy Fedorov \| Vino-Astana Motors \| 1h 51' 01" \| \| \| 2n \| Thurakit Boonratanathanakorn \| Thailand Continental Cycling Team \| + 3" \| \| \| 3r \| Ahmet Örken \| Team Sapura Cycling \| + 1' 07" \| \| \| 4t \| Max Walscheid \| NTT Pro Cycling \| + 1' 07" \| \| \| 5è \| Matteo Pelucchi \| Bardiani CSF Faizanè \| + 1' 07" \| \| \| 6è \| Geórgios Boúglas \| SSOIS Miogee Cycling Team \| + 1' 07" \| \| \| 7è \| Taj Jones \| ARA Pro Racing Sunshine Coast \| + 1' 07" \| \| \| 8è \| Giovanni Lonardi \| Bardiani CSF Faizanè \| + 1' 07" \| \| \| 9è \| Luca Pacioni \| Androni Giocattoli-Sidermec \| + 1' 07" \| \| \| 10è \| Mohd Harrif Saleh \| Terengganu Inc-TSG Cycling Team \| + 1' 07" \| \| |                              |                                   |            |
| |                              |                                   |            |
| Font: ProCyclingStats |                              |                                   |            |
| Classificació de l'etapa |                              |                                   |            |
| Corredor | Corredor                     | Equip                             | Temps      |
| 1r | Yevgeniy Fedorov             | Vino-Astana Motors                | 1h 51' 01" |
| 2n | Thurakit Boonratanathanakorn | Thailand Continental Cycling Team | + 3"       |
| 3r | Ahmet Örken                  | Team Sapura Cycling               | + 1' 07"   |
| 4t | Max Walscheid                | NTT Pro Cycling                   | + 1' 07"   |
| 5è | Matteo Pelucchi              | Bardiani CSF Faizanè              | + 1' 07"   |
| 6è | Geórgios Boúglas             | SSOIS Miogee Cycling Team         | + 1' 07"   |
| 7è | Taj Jones                    | ARA Pro Racing Sunshine Coast     | + 1' 07"   |
| 8è | Giovanni Lonardi             | Bardiani CSF Faizanè              | + 1' 07"   |
| 9è | Luca Pacioni                 | Androni Giocattoli-Sidermec       | + 1' 07"   |
| 10è | Mohd Harrif Saleh            | Terengganu Inc-TSG Cycling Team   | + 1' 07"   |

| \| Classificació general \| Classificació general \| Classificació general \| Classificació general \| Classificació general \| \| Corredor \| Corredor \| Equip \| Temps \| \| \| --------------------- \| ---------------------------- \| ---------------------------------- \| --------------------- \| --------------------- \| \| 1r \| Yevgeniy Fedorov \| Vino-Astana Motors \| 1h 51' 01" \| \| \| 2n \| Thurakit Boonratanathanakorn \| Thailand Continental Cycling Team \| + 9" \| \| \| 3r \| Ahmet Örken \| Team Sapura Cycling \| + 1' 29" \| \| \| 4t \| Ben Van Dam \| Team BridgeLane \| + 1' 31" \| \| \| 5è \| Aiman Cahyadi \| Mula Cycling Team \| + 1' 32" \| \| \| 6è \| Michael Vink \| St George Continental Cycling Team \| + 1' 32" \| \| \| 7è \| Bernard Van Aert \| Mula Cycling Team \| + 1' 32" \| \| \| 8è \| Max Walscheid \| NTT Pro Cycling \| + 1' 33" \| \| \| 9è \| Matteo Pelucchi \| Bardiani CSF Faizanè \| + 1' 33" \| \| \| 10è \| Geórgios Boúglas \| SSOIS Miogee Cycling Team \| + 1' 33" \| \| |                              |                                    |            |
| |                              |                                    |            |
| Font: ProCyclingStats |                              |                                    |            |
| Classificació general |                              |                                    |            |
| Corredor | Corredor                     | Equip                              | Temps      |
| 1r | Yevgeniy Fedorov             | Vino-Astana Motors                 | 1h 51' 01" |
| 2n | Thurakit Boonratanathanakorn | Thailand Continental Cycling Team  | + 9"       |
| 3r | Ahmet Örken                  | Team Sapura Cycling                | + 1' 29"   |
| 4t | Ben Van Dam                  | Team BridgeLane                    | + 1' 31"   |
| 5è | Aiman Cahyadi                | Mula Cycling Team                  | + 1' 32"   |
| 6è | Michael Vink                 | St George Continental Cycling Team | + 1' 32"   |
| 7è | Bernard Van Aert             | Mula Cycling Team                  | + 1' 32"   |
| 8è | Max Walscheid                | NTT Pro Cycling                    | + 1' 33"   |
| 9è | Matteo Pelucchi              | Bardiani CSF Faizanè               | + 1' 33"   |
| 10è | Geórgios Boúglas             | SSOIS Miogee Cycling Team          | + 1' 33"   |

### Etapa 2
| \| Classificació de l'etapa \| Classificació de l'etapa \| Classificació de l'etapa \| Classificació de l'etapa \| Classificació de l'etapa \| \| Corredor \| Corredor \| Equip \| Temps \| \| \| ------------------------ \| ------------------------ \| -------------------------------- \| ------------------------ \| ------------------------ \| \| 1r \| Taj Jones \| ARA Pro Racing Sunshine Coast \| 4h 05' 29" \| \| \| 2n \| Max Walscheid \| NTT Pro Cycling \| + 0" \| \| \| 3r \| Jérémy Lecroq \| B&B Hotels-Vital Concept p/b KTM \| + 0" \| \| \| 4t \| Riccardo Minali \| Nippo-Delko One Provence \| + 0" \| \| \| 5è \| Mohd Harrif Saleh \| Terengganu Inc-TSG Cycling Team \| + 0" \| \| \| 6è \| Matteo Pelucchi \| Bardiani CSF Faizanè \| + 0" \| \| \| 7è \| Tristan Ward \| Team BridgeLane \| + 0" \| \| \| 8è \| Geórgios Boúglas \| SSOIS Miogee Cycling Team \| + 0" \| \| \| 9è \| Luca Pacioni \| Androni Giocattoli-Sidermec \| + 0" \| \| \| 10è \| Keigo Kusaba \| Aisan Racing Team \| + 0" \| \| |                   |                                  |            |
| |                   |                                  |            |
| Font: ProCyclingStats |                   |                                  |            |
| Classificació de l'etapa |                   |                                  |            |
| Corredor | Corredor          | Equip                            | Temps      |
| 1r | Taj Jones         | ARA Pro Racing Sunshine Coast    | 4h 05' 29" |
| 2n | Max Walscheid     | NTT Pro Cycling                  | + 0"       |
| 3r | Jérémy Lecroq     | B&B Hotels-Vital Concept p/b KTM | + 0"       |
| 4t | Riccardo Minali   | Nippo-Delko One Provence         | + 0"       |
| 5è | Mohd Harrif Saleh | Terengganu Inc-TSG Cycling Team  | + 0"       |
| 6è | Matteo Pelucchi   | Bardiani CSF Faizanè             | + 0"       |
| 7è | Tristan Ward      | Team BridgeLane                  | + 0"       |
| 8è | Geórgios Boúglas  | SSOIS Miogee Cycling Team        | + 0"       |
| 9è | Luca Pacioni      | Androni Giocattoli-Sidermec      | + 0"       |
| 10è | Keigo Kusaba      | Aisan Racing Team                | + 0"       |

| \| Classificació general \| Classificació general \| Classificació general \| Classificació general \| Classificació general \| \| Corredor \| Corredor \| Equip \| Temps \| \| \| --------------------- \| ---------------------------- \| --------------------------------- \| --------------------- \| --------------------- \| \| 1r \| Yevgeniy Fedorov \| Vino-Astana Motors \| 5h 56' 14" \| \| \| 2n \| Thurakit Boonratanathanakorn \| Thailand Continental Cycling Team \| + 9" \| \| \| 3r \| Taj Jones \| ARA Pro Racing Sunshine Coast \| + 1' 23" \| \| \| 4t \| Nur Aiman Zariff \| Team Sapura Cycling \| + 1' 24" \| \| \| 5è \| Max Walscheid \| NTT Pro Cycling \| + 1' 27" \| \| \| 6è \| Ahmet Örken \| Team Sapura Cycling \| + 1' 29" \| \| \| 7è \| Jérémy Lecroq \| B&B Hotels-Vital Concept p/b KTM \| + 1' 29" \| \| \| 8è \| Rylee Field \| Team BridgeLane \| + 1' 29" \| \| \| 9è \| Mattia Viel \| Androni Giocattoli-Sidermec \| + 1' 30" \| \| \| 10è \| Alessandro Iacchi \| Vini Zabù-KTM \| + 1' 31" \| \| |                              |                                   |            |
| |                              |                                   |            |
| Font: ProCyclingStats |                              |                                   |            |
| Classificació general |                              |                                   |            |
| Corredor | Corredor                     | Equip                             | Temps      |
| 1r | Yevgeniy Fedorov             | Vino-Astana Motors                | 5h 56' 14" |
| 2n | Thurakit Boonratanathanakorn | Thailand Continental Cycling Team | + 9"       |
| 3r | Taj Jones                    | ARA Pro Racing Sunshine Coast     | + 1' 23"   |
| 4t | Nur Aiman Zariff             | Team Sapura Cycling               | + 1' 24"   |
| 5è | Max Walscheid                | NTT Pro Cycling                   | + 1' 27"   |
| 6è | Ahmet Örken                  | Team Sapura Cycling               | + 1' 29"   |
| 7è | Jérémy Lecroq                | B&B Hotels-Vital Concept p/b KTM  | + 1' 29"   |
| 8è | Rylee Field                  | Team BridgeLane                   | + 1' 29"   |
| 9è | Mattia Viel                  | Androni Giocattoli-Sidermec       | + 1' 30"   |
| 10è | Alessandro Iacchi            | Vini Zabù-KTM                     | + 1' 31"   |

### Etapa 3
| \| Classificació de l'etapa \| Classificació de l'etapa \| Classificació de l'etapa \| Classificació de l'etapa \| Classificació de l'etapa \| \| Corredor \| Corredor \| Equip \| Temps \| \| \| ------------------------ \| ------------------------- \| ------------------------------- \| ------------------------ \| ------------------------ \| \| 1r \| Max Walscheid \| NTT Pro Cycling \| 3h 51' 42" \| \| \| 2n \| Riccardo Minali \| Nippo-Delko One Provence \| + 0" \| \| \| 3r \| Ahmet Örken \| Team Sapura Cycling \| + 0" \| \| \| 4t \| Geórgios Boúglas \| SSOIS Miogee Cycling Team \| + 0" \| \| \| 5è \| Giovanni Lonardi \| Bardiani CSF Faizanè \| + 0" \| \| \| 6è \| Alexander Cowan \| Wildlife Generation Pro Cycling \| + 0" \| \| \| 7è \| Jamalidin Novardianto \| Mula Cycling Team \| + 0" \| \| \| 8è \| Luca Pacioni \| Androni Giocattoli-Sidermec \| + 0" \| \| \| 9è \| Mohamad Izzat Abdul Halil \| Malàisia \| + 0" \| \| \| 10è \| Tristan Ward \| Team BridgeLane \| + 0" \| \| |                           |                                 |            |
| |                           |                                 |            |
| Font: ProCyclingStats |                           |                                 |            |
| Classificació de l'etapa |                           |                                 |            |
| Corredor | Corredor                  | Equip                           | Temps      |
| 1r | Max Walscheid             | NTT Pro Cycling                 | 3h 51' 42" |
| 2n | Riccardo Minali           | Nippo-Delko One Provence        | + 0"       |
| 3r | Ahmet Örken               | Team Sapura Cycling             | + 0"       |
| 4t | Geórgios Boúglas          | SSOIS Miogee Cycling Team       | + 0"       |
| 5è | Giovanni Lonardi          | Bardiani CSF Faizanè            | + 0"       |
| 6è | Alexander Cowan           | Wildlife Generation Pro Cycling | + 0"       |
| 7è | Jamalidin Novardianto     | Mula Cycling Team               | + 0"       |
| 8è | Luca Pacioni              | Androni Giocattoli-Sidermec     | + 0"       |
| 9è | Mohamad Izzat Abdul Halil | Malàisia                        | + 0"       |
| 10è | Tristan Ward              | Team BridgeLane                 | + 0"       |

| \| Classificació general \| Classificació general \| Classificació general \| Classificació general \| Classificació general \| \| Corredor \| Corredor \| Equip \| Temps \| \| \| --------------------- \| ---------------------------- \| --------------------------------- \| --------------------- \| --------------------- \| \| 1r \| Yevgeniy Fedorov \| Vino-Astana Motors \| 9h 47' 56" \| \| \| 2n \| Thurakit Boonratanathanakorn \| Thailand Continental Cycling Team \| + 9" \| \| \| 3r \| Max Walscheid \| NTT Pro Cycling \| + 1' 17" \| \| \| 4t \| Ahmet Örken \| Team Sapura Cycling \| + 1' 22" \| \| \| 5è \| Nur Aiman Zariff \| Team Sapura Cycling \| + 1' 22" \| \| \| 6è \| Taj Jones \| ARA Pro Racing Sunshine Coast \| + 1' 23" \| \| \| 7è \| Bernard Van Aert \| Mula Cycling Team \| + 1' 27" \| \| \| 8è \| Geórgios Boúglas \| SSOIS Miogee Cycling Team \| + 1' 28" \| \| \| 9è \| Rylee Field \| Team BridgeLane \| + 1' 29" \| \| \| 10è \| Aiman Cahyadi \| Mula Cycling Team \| + 1' 32" \| \| |                              |                                   |            |
| |                              |                                   |            |
| Font: ProCyclingStats |                              |                                   |            |
| Classificació general |                              |                                   |            |
| Corredor | Corredor                     | Equip                             | Temps      |
| 1r | Yevgeniy Fedorov             | Vino-Astana Motors                | 9h 47' 56" |
| 2n | Thurakit Boonratanathanakorn | Thailand Continental Cycling Team | + 9"       |
| 3r | Max Walscheid                | NTT Pro Cycling                   | + 1' 17"   |
| 4t | Ahmet Örken                  | Team Sapura Cycling               | + 1' 22"   |
| 5è | Nur Aiman Zariff             | Team Sapura Cycling               | + 1' 22"   |
| 6è | Taj Jones                    | ARA Pro Racing Sunshine Coast     | + 1' 23"   |
| 7è | Bernard Van Aert             | Mula Cycling Team                 | + 1' 27"   |
| 8è | Geórgios Boúglas             | SSOIS Miogee Cycling Team         | + 1' 28"   |
| 9è | Rylee Field                  | Team BridgeLane                   | + 1' 29"   |
| 10è | Aiman Cahyadi                | Mula Cycling Team                 | + 1' 32"   |

### Etapa 4
| \| Classificació de l'etapa \| Classificació de l'etapa \| Classificació de l'etapa \| Classificació de l'etapa \| Classificació de l'etapa \| \| Corredor \| Corredor \| Equip \| Temps \| \| \| ------------------------ \| ------------------------ \| -------------------------------- \| ------------------------ \| ------------------------ \| \| 1r \| Kevin Rivera Serrano \| Androni Giocattoli-Sidermec \| 4h 18' 55" \| \| \| 2n \| Danilo Celano \| Team Sapura Cycling \| + 10" \| \| \| 3r \| Artiom Ovetxkin \| Terengganu Inc-TSG Cycling Team \| + 43" \| \| \| 4t \| Pierpaolo Ficara \| Team Sapura Cycling \| + 1' 17" \| \| \| 5è \| Quentin Pacher \| B&B Hotels-Vital Concept p/b KTM \| + 1' 17" \| \| \| 6è \| Cristian Raileanu \| Team Sapura Cycling \| + 1' 40" \| \| \| 7è \| Hideto Nakane \| Nippo-Delko One Provence \| + 1' 56" \| \| \| 8è \| Lorenzo Fortunato \| Vini Zabù-KTM \| + 2' 00" \| \| \| 9è \| Yevgeniy Fedorov \| Vino-Astana Motors \| + 2' 07" \| \| \| 10è \| Carlos Quintero \| Terengganu Inc-TSG Cycling Team \| + 2' 07" \| \| |                      |                                  |            |
| |                      |                                  |            |
| Font: ProCyclingStats |                      |                                  |            |
| Classificació de l'etapa |                      |                                  |            |
| Corredor | Corredor             | Equip                            | Temps      |
| 1r | Kevin Rivera Serrano | Androni Giocattoli-Sidermec      | 4h 18' 55" |
| 2n | Danilo Celano        | Team Sapura Cycling              | + 10"      |
| 3r | Artiom Ovetxkin      | Terengganu Inc-TSG Cycling Team  | + 43"      |
| 4t | Pierpaolo Ficara     | Team Sapura Cycling              | + 1' 17"   |
| 5è | Quentin Pacher       | B&B Hotels-Vital Concept p/b KTM | + 1' 17"   |
| 6è | Cristian Raileanu    | Team Sapura Cycling              | + 1' 40"   |
| 7è | Hideto Nakane        | Nippo-Delko One Provence         | + 1' 56"   |
| 8è | Lorenzo Fortunato    | Vini Zabù-KTM                    | + 2' 00"   |
| 9è | Yevgeniy Fedorov     | Vino-Astana Motors               | + 2' 07"   |
| 10è | Carlos Quintero      | Terengganu Inc-TSG Cycling Team  | + 2' 07"   |

| \| Classificació general \| Classificació general \| Classificació general \| Classificació general \| Classificació general \| \| Corredor \| Corredor \| Equip \| Temps \| \| \| --------------------- \| -------------------------- \| -------------------------------- \| --------------------- \| --------------------- \| \| 1r \| Danilo Celano \| Team Sapura Cycling \| 14h 08' 28" \| \| \| 2n \| Yevgeniy Fedorov \| Vino-Astana Motors \| + 30" \| \| \| 3r \| Artiom Ovetxkin \| Terengganu Inc-TSG Cycling Team \| + 35" \| \| \| 4t \| Quentin Pacher \| B&B Hotels-Vital Concept p/b KTM \| + 1' 13" \| \| \| 5è \| Pierpaolo Ficara \| Team Sapura Cycling \| + 1' 13" \| \| \| 6è \| Cristian Raileanu \| Team Sapura Cycling \| + 1' 36" \| \| \| 7è \| Hideto Nakane \| Nippo-Delko One Provence \| + 1' 52" \| \| \| 8è \| Lorenzo Fortunato \| Vini Zabù-KTM \| + 1' 56" \| \| \| 9è \| Carlos Quintero \| Terengganu Inc-TSG Cycling Team \| + 2' 03" \| \| \| 10è \| Francesco Manuel Bongiorno \| Vini Zabù-KTM \| + 2' 16" \| \| |                            |                                  |             |
| |                            |                                  |             |
| Font: ProCyclingStats |                            |                                  |             |
| Classificació general |                            |                                  |             |
| Corredor | Corredor                   | Equip                            | Temps       |
| 1r | Danilo Celano              | Team Sapura Cycling              | 14h 08' 28" |
| 2n | Yevgeniy Fedorov           | Vino-Astana Motors               | + 30"       |
| 3r | Artiom Ovetxkin            | Terengganu Inc-TSG Cycling Team  | + 35"       |
| 4t | Quentin Pacher             | B&B Hotels-Vital Concept p/b KTM | + 1' 13"    |
| 5è | Pierpaolo Ficara           | Team Sapura Cycling              | + 1' 13"    |
| 6è | Cristian Raileanu          | Team Sapura Cycling              | + 1' 36"    |
| 7è | Hideto Nakane              | Nippo-Delko One Provence         | + 1' 52"    |
| 8è | Lorenzo Fortunato          | Vini Zabù-KTM                    | + 1' 56"    |
| 9è | Carlos Quintero            | Terengganu Inc-TSG Cycling Team  | + 2' 03"    |
| 10è | Francesco Manuel Bongiorno | Vini Zabù-KTM                    | + 2' 16"    |

### Etapa 5
| \| Classificació de l'etapa \| Classificació de l'etapa \| Classificació de l'etapa \| Classificació de l'etapa \| Classificació de l'etapa \| \| Corredor \| Corredor \| Equip \| Temps \| \| \| ------------------------ \| ------------------------ \| ------------------------------- \| ------------------------ \| ------------------------ \| \| 1r \| Mohd Harrif Saleh \| Terengganu Inc-TSG Cycling Team \| 3h 39' 42" \| \| \| 2n \| Max Walscheid \| NTT Pro Cycling \| + 0" \| \| \| 3r \| Matteo Pelucchi \| Bardiani CSF Faizanè \| + 0" \| \| \| 4t \| André Looij \| SSOIS Miogee Cycling Team \| + 0" \| \| \| 5è \| Taj Jones \| ARA Pro Racing Sunshine Coast \| + 0" \| \| \| 6è \| Luca Pacioni \| Androni Giocattoli-Sidermec \| + 0" \| \| \| 7è \| Ahmet Örken \| Team Sapura Cycling \| + 0" \| \| \| 8è \| Tristan Ward \| Team BridgeLane \| + 0" \| \| \| 9è \| Anuar Manan \| Malàisia \| + 0" \| \| \| 10è \| Gleb Brussenskiy \| Vino-Astana Motors \| + 0" \| \| |                   |                                 |            |
| |                   |                                 |            |
| Font: ProCyclingStats |                   |                                 |            |
| Classificació de l'etapa |                   |                                 |            |
| Corredor | Corredor          | Equip                           | Temps      |
| 1r | Mohd Harrif Saleh | Terengganu Inc-TSG Cycling Team | 3h 39' 42" |
| 2n | Max Walscheid     | NTT Pro Cycling                 | + 0"       |
| 3r | Matteo Pelucchi   | Bardiani CSF Faizanè            | + 0"       |
| 4t | André Looij       | SSOIS Miogee Cycling Team       | + 0"       |
| 5è | Taj Jones         | ARA Pro Racing Sunshine Coast   | + 0"       |
| 6è | Luca Pacioni      | Androni Giocattoli-Sidermec     | + 0"       |
| 7è | Ahmet Örken       | Team Sapura Cycling             | + 0"       |
| 8è | Tristan Ward      | Team BridgeLane                 | + 0"       |
| 9è | Anuar Manan       | Malàisia                        | + 0"       |
| 10è | Gleb Brussenskiy  | Vino-Astana Motors              | + 0"       |

| \| Classificació general \| Classificació general \| Classificació general \| Classificació general \| Classificació general \| \| Corredor \| Corredor \| Equip \| Temps \| \| \| --------------------- \| -------------------------- \| -------------------------------- \| --------------------- \| --------------------- \| \| 1r \| Danilo Celano \| Team Sapura Cycling \| 17h 48' 10" \| \| \| 2n \| Yevgeniy Fedorov \| Vino-Astana Motors \| + 30" \| \| \| 3r \| Artiom Ovetxkin \| Terengganu Inc-TSG Cycling Team \| + 35" \| \| \| 4t \| Quentin Pacher \| B&B Hotels-Vital Concept p/b KTM \| + 1' 13" \| \| \| 5è \| Pierpaolo Ficara \| Team Sapura Cycling \| + 1' 13" \| \| \| 6è \| Cristian Raileanu \| Team Sapura Cycling \| + 1' 36" \| \| \| 7è \| Hideto Nakane \| Nippo-Delko One Provence \| + 1' 52" \| \| \| 8è \| Lorenzo Fortunato \| Vini Zabù-KTM \| + 1' 56" \| \| \| 9è \| Carlos Quintero \| Terengganu Inc-TSG Cycling Team \| + 2' 03" \| \| \| 10è \| Francesco Manuel Bongiorno \| Vini Zabù-KTM \| + 2' 16" \| \| |                            |                                  |             |
| |                            |                                  |             |
| Font: ProCyclingStats |                            |                                  |             |
| Classificació general |                            |                                  |             |
| Corredor | Corredor                   | Equip                            | Temps       |
| 1r | Danilo Celano              | Team Sapura Cycling              | 17h 48' 10" |
| 2n | Yevgeniy Fedorov           | Vino-Astana Motors               | + 30"       |
| 3r | Artiom Ovetxkin            | Terengganu Inc-TSG Cycling Team  | + 35"       |
| 4t | Quentin Pacher             | B&B Hotels-Vital Concept p/b KTM | + 1' 13"    |
| 5è | Pierpaolo Ficara           | Team Sapura Cycling              | + 1' 13"    |
| 6è | Cristian Raileanu          | Team Sapura Cycling              | + 1' 36"    |
| 7è | Hideto Nakane              | Nippo-Delko One Provence         | + 1' 52"    |
| 8è | Lorenzo Fortunato          | Vini Zabù-KTM                    | + 1' 56"    |
| 9è | Carlos Quintero            | Terengganu Inc-TSG Cycling Team  | + 2' 03"    |
| 10è | Francesco Manuel Bongiorno | Vini Zabù-KTM                    | + 2' 16"    |

### Etapa 6
| \| Classificació de l'etapa \| Classificació de l'etapa \| Classificació de l'etapa \| Classificació de l'etapa \| Classificació de l'etapa \| \| Corredor \| Corredor \| Equip \| Temps \| \| \| ------------------------ \| -------------------------- \| ---------------------------------- \| ------------------------ \| ------------------------ \| \| 1r \| Hideto Nakane \| Nippo-Delko One Provence \| 3h 29' 15" \| \| \| 2n \| Gleb Brussenskiy \| Vino-Astana Motors \| + 0" \| \| \| 3r \| Samuele Battistella \| NTT Pro Cycling \| + 4" \| \| \| 4t \| Quentin Pacher \| B&B Hotels-Vital Concept p/b KTM \| + 4" \| \| \| 5è \| Carlos Quintero \| Terengganu Inc-TSG Cycling Team \| + 4" \| \| \| 6è \| Michael Vink \| St George Continental Cycling Team \| + 4" \| \| \| 7è \| Pierpaolo Ficara \| Team Sapura Cycling \| + 4" \| \| \| 8è \| Metkel Eyob \| Terengganu Inc-TSG Cycling Team \| + 4" \| \| \| 9è \| Ahmad Yoga Ilham Firdaus \| Mula Cycling Team \| + 4" \| \| \| 10è \| Francesco Manuel Bongiorno \| Vini Zabù-KTM \| + 4" \| \| |                            |                                    |            |
| |                            |                                    |            |
| Font: ProCyclingStats |                            |                                    |            |
| Classificació de l'etapa |                            |                                    |            |
| Corredor | Corredor                   | Equip                              | Temps      |
| 1r | Hideto Nakane              | Nippo-Delko One Provence           | 3h 29' 15" |
| 2n | Gleb Brussenskiy           | Vino-Astana Motors                 | + 0"       |
| 3r | Samuele Battistella        | NTT Pro Cycling                    | + 4"       |
| 4t | Quentin Pacher             | B&B Hotels-Vital Concept p/b KTM   | + 4"       |
| 5è | Carlos Quintero            | Terengganu Inc-TSG Cycling Team    | + 4"       |
| 6è | Michael Vink               | St George Continental Cycling Team | + 4"       |
| 7è | Pierpaolo Ficara           | Team Sapura Cycling                | + 4"       |
| 8è | Metkel Eyob                | Terengganu Inc-TSG Cycling Team    | + 4"       |
| 9è | Ahmad Yoga Ilham Firdaus   | Mula Cycling Team                  | + 4"       |
| 10è | Francesco Manuel Bongiorno | Vini Zabù-KTM                      | + 4"       |

| \| Classificació general \| Classificació general \| Classificació general \| Classificació general \| Classificació general \| \| Corredor \| Corredor \| Equip \| Temps \| \| \| --------------------- \| -------------------------- \| -------------------------------- \| --------------------- \| --------------------- \| \| 1r \| Danilo Celano \| Team Sapura Cycling \| 21h 17' 33" \| \| \| 2n \| Yevgeniy Fedorov \| Vino-Astana Motors \| + 26" \| \| \| 3r \| Artiom Ovetxkin \| Terengganu Inc-TSG Cycling Team \| + 35" \| \| \| 4t \| Pierpaolo Ficara \| Team Sapura Cycling \| + 1' 07" \| \| \| 5è \| Quentin Pacher \| B&B Hotels-Vital Concept p/b KTM \| + 1' 09" \| \| \| 6è \| Hideto Nakane \| Nippo-Delko One Provence \| + 1' 34" \| \| \| 7è \| Cristian Raileanu \| Team Sapura Cycling \| + 1' 36" \| \| \| 8è \| Lorenzo Fortunato \| Vini Zabù-KTM \| + 1' 56" \| \| \| 9è \| Carlos Quintero \| Terengganu Inc-TSG Cycling Team \| + 1' 59" \| \| \| 10è \| Francesco Manuel Bongiorno \| Vini Zabù-KTM \| + 2' 12" \| \| |                            |                                  |             |
| |                            |                                  |             |
| Font: ProCyclingStats |                            |                                  |             |
| Classificació general |                            |                                  |             |
| Corredor | Corredor                   | Equip                            | Temps       |
| 1r | Danilo Celano              | Team Sapura Cycling              | 21h 17' 33" |
| 2n | Yevgeniy Fedorov           | Vino-Astana Motors               | + 26"       |
| 3r | Artiom Ovetxkin            | Terengganu Inc-TSG Cycling Team  | + 35"       |
| 4t | Pierpaolo Ficara           | Team Sapura Cycling              | + 1' 07"    |
| 5è | Quentin Pacher             | B&B Hotels-Vital Concept p/b KTM | + 1' 09"    |
| 6è | Hideto Nakane              | Nippo-Delko One Provence         | + 1' 34"    |
| 7è | Cristian Raileanu          | Team Sapura Cycling              | + 1' 36"    |
| 8è | Lorenzo Fortunato          | Vini Zabù-KTM                    | + 1' 56"    |
| 9è | Carlos Quintero            | Terengganu Inc-TSG Cycling Team  | + 1' 59"    |
| 10è | Francesco Manuel Bongiorno | Vini Zabù-KTM                    | + 2' 12"    |

### Etapa 7
| \| Classificació de l'etapa \| Classificació de l'etapa \| Classificació de l'etapa \| Classificació de l'etapa \| Classificació de l'etapa \| \| Corredor \| Corredor \| Equip \| Temps \| \| \| ------------------------ \| ------------------------- \| ------------------------------- \| ------------------------ \| ------------------------ \| \| 1r \| Mohd Harrif Saleh \| Terengganu Inc-TSG Cycling Team \| 2h 53' 17" \| \| \| 2n \| Matteo Pelucchi \| Bardiani CSF Faizanè \| + 0" \| \| \| 3r \| Taj Jones \| ARA Pro Racing Sunshine Coast \| + 0" \| \| \| 4t \| Riccardo Minali \| Nippo-Delko One Provence \| + 0" \| \| \| 5è \| Luca Pacioni \| Androni Giocattoli-Sidermec \| + 0" \| \| \| 6è \| Giovanni Lonardi \| Bardiani CSF Faizanè \| + 0" \| \| \| 7è \| Mohamad Izzat Abdul Halil \| Malàisia \| + 0" \| \| \| 8è \| Tristan Ward \| Team BridgeLane \| + 0" \| \| \| 9è \| Kakeru Omae \| Aisan Racing Team \| + 0" \| \| \| 10è \| Ahmet Örken \| Team Sapura Cycling \| + 0" \| \| |                           |                                 |            |
| |                           |                                 |            |
| Font: ProCyclingStats |                           |                                 |            |
| Classificació de l'etapa |                           |                                 |            |
| Corredor | Corredor                  | Equip                           | Temps      |
| 1r | Mohd Harrif Saleh         | Terengganu Inc-TSG Cycling Team | 2h 53' 17" |
| 2n | Matteo Pelucchi           | Bardiani CSF Faizanè            | + 0"       |
| 3r | Taj Jones                 | ARA Pro Racing Sunshine Coast   | + 0"       |
| 4t | Riccardo Minali           | Nippo-Delko One Provence        | + 0"       |
| 5è | Luca Pacioni              | Androni Giocattoli-Sidermec     | + 0"       |
| 6è | Giovanni Lonardi          | Bardiani CSF Faizanè            | + 0"       |
| 7è | Mohamad Izzat Abdul Halil | Malàisia                        | + 0"       |
| 8è | Tristan Ward              | Team BridgeLane                 | + 0"       |
| 9è | Kakeru Omae               | Aisan Racing Team               | + 0"       |
| 10è | Ahmet Örken               | Team Sapura Cycling             | + 0"       |

| \| Classificació general \| Classificació general \| Classificació general \| Classificació general \| Classificació general \| \| Corredor \| Corredor \| Equip \| Temps \| \| \| --------------------- \| -------------------------- \| -------------------------------- \| --------------------- \| --------------------- \| \| 1r \| Danilo Celano \| Team Sapura Cycling \| 24h 10' 50" \| \| \| 2n \| Yevgeniy Fedorov \| Vino-Astana Motors \| + 26" \| \| \| 3r \| Artiom Ovetxkin \| Terengganu Inc-TSG Cycling Team \| + 35" \| \| \| 4t \| Pierpaolo Ficara \| Team Sapura Cycling \| + 1' 07" \| \| \| 5è \| Quentin Pacher \| B&B Hotels-Vital Concept p/b KTM \| + 1' 09" \| \| \| 6è \| Hideto Nakane \| Nippo-Delko One Provence \| + 1' 34" \| \| \| 7è \| Cristian Raileanu \| Team Sapura Cycling \| + 1' 36" \| \| \| 8è \| Lorenzo Fortunato \| Vini Zabù-KTM \| + 1' 56" \| \| \| 9è \| Carlos Quintero \| Terengganu Inc-TSG Cycling Team \| + 1' 59" \| \| \| 10è \| Francesco Manuel Bongiorno \| Vini Zabù-KTM \| + 2' 12" \| \| |                            |                                  |             |
| |                            |                                  |             |
| Font: ProCyclingStats |                            |                                  |             |
| Classificació general |                            |                                  |             |
| Corredor | Corredor                   | Equip                            | Temps       |
| 1r | Danilo Celano              | Team Sapura Cycling              | 24h 10' 50" |
| 2n | Yevgeniy Fedorov           | Vino-Astana Motors               | + 26"       |
| 3r | Artiom Ovetxkin            | Terengganu Inc-TSG Cycling Team  | + 35"       |
| 4t | Pierpaolo Ficara           | Team Sapura Cycling              | + 1' 07"    |
| 5è | Quentin Pacher             | B&B Hotels-Vital Concept p/b KTM | + 1' 09"    |
| 6è | Hideto Nakane              | Nippo-Delko One Provence         | + 1' 34"    |
| 7è | Cristian Raileanu          | Team Sapura Cycling              | + 1' 36"    |
| 8è | Lorenzo Fortunato          | Vini Zabù-KTM                    | + 1' 56"    |
| 9è | Carlos Quintero            | Terengganu Inc-TSG Cycling Team  | + 1' 59"    |
| 10è | Francesco Manuel Bongiorno | Vini Zabù-KTM                    | + 2' 12"    |

### Etapa 8
| \| Classificació de l'etapa \| Classificació de l'etapa \| Classificació de l'etapa \| Classificació de l'etapa \| Classificació de l'etapa \| \| Corredor \| Corredor \| Equip \| Temps \| \| \| ------------------------ \| ---------------------------- \| ----------------------------- \| ------------------------ \| ------------------------ \| \| 1r \| Max Walscheid \| NTT Pro Cycling \| 2h 29' 08" \| \| \| 2n \| Luca Pacioni \| Androni Giocattoli-Sidermec \| + 0" \| \| \| 3r \| Taj Jones \| ARA Pro Racing Sunshine Coast \| + 0" \| \| \| 4t \| Danieal Haikal Eddy Suhaidee \| Malàisia \| + 0" \| \| \| 5è \| Gleb Brussenskiy \| Vino-Astana Motors \| + 0" \| \| \| 7è \| Bernard Van Aert \| Mula Cycling Team \| + 0" \| \| \| 8è \| Giovanni Lonardi \| Bardiani CSF Faizanè \| + 0" \| \| \| 9è \| Keigo Kusaba \| Aisan Racing Team \| + 0" \| \| \| 10è \| Pierpaolo Ficara \| Team Sapura Cycling \| + 0" \| \| |                              |                               |            |
| |                              |                               |            |
| Font: ProCyclingStats |                              |                               |            |
| Classificació de l'etapa |                              |                               |            |
| Corredor | Corredor                     | Equip                         | Temps      |
| 1r | Max Walscheid                | NTT Pro Cycling               | 2h 29' 08" |
| 2n | Luca Pacioni                 | Androni Giocattoli-Sidermec   | + 0"       |
| 3r | Taj Jones                    | ARA Pro Racing Sunshine Coast | + 0"       |
| 4t | Danieal Haikal Eddy Suhaidee | Malàisia                      | + 0"       |
| 5è | Gleb Brussenskiy             | Vino-Astana Motors            | + 0"       |
| 7è | Bernard Van Aert             | Mula Cycling Team             | + 0"       |
| 8è | Giovanni Lonardi             | Bardiani CSF Faizanè          | + 0"       |
| 9è | Keigo Kusaba                 | Aisan Racing Team             | + 0"       |
| 10è | Pierpaolo Ficara             | Team Sapura Cycling           | + 0"       |

## Classificació final
| \| Classificació general \| Classificació general \| Classificació general \| Classificació general \| Classificació general \| \| Corredor \| Corredor \| Equip \| Temps \| \| \| --------------------- \| -------------------------- \| -------------------------------- \| --------------------- \| --------------------- \| \| 1r \| Danilo Celano \| Team Sapura Cycling \| 26h 39' 58" \| \| \| 2n \| Yevgeniy Fedorov \| Vino-Astana Motors \| + 26" \| \| \| 3r \| Artiom Ovetxkin \| Terengganu Inc-TSG Cycling Team \| + 35" \| \| \| 4t \| Pierpaolo Ficara \| Team Sapura Cycling \| + 1' 07" \| \| \| 5è \| Quentin Pacher \| B&B Hotels-Vital Concept p/b KTM \| + 1' 09" \| \| \| 6è \| Hideto Nakane \| Nippo-Delko One Provence \| + 1' 34" \| \| \| 7è \| Cristian Raileanu \| Team Sapura Cycling \| + 1' 36" \| \| \| 8è \| Lorenzo Fortunato \| Vini Zabù-KTM \| + 1' 56" \| \| \| 9è \| Carlos Quintero \| Terengganu Inc-TSG Cycling Team \| + 1' 59" \| \| \| 10è \| Francesco Manuel Bongiorno \| Vini Zabù-KTM \| + 2' 12" \| \| |                            |                                  |             |
| |                            |                                  |             |
| Font: ProCyclingStats |                            |                                  |             |
| Classificació general |                            |                                  |             |
| Corredor | Corredor                   | Equip                            | Temps       |
| 1r | Danilo Celano              | Team Sapura Cycling              | 26h 39' 58" |
| 2n | Yevgeniy Fedorov           | Vino-Astana Motors               | + 26"       |
| 3r | Artiom Ovetxkin            | Terengganu Inc-TSG Cycling Team  | + 35"       |
| 4t | Pierpaolo Ficara           | Team Sapura Cycling              | + 1' 07"    |
| 5è | Quentin Pacher             | B&B Hotels-Vital Concept p/b KTM | + 1' 09"    |
| 6è | Hideto Nakane              | Nippo-Delko One Provence         | + 1' 34"    |
| 7è | Cristian Raileanu          | Team Sapura Cycling              | + 1' 36"    |
| 8è | Lorenzo Fortunato          | Vini Zabù-KTM                    | + 1' 56"    |
| 9è | Carlos Quintero            | Terengganu Inc-TSG Cycling Team  | + 1' 59"    |
| 10è | Francesco Manuel Bongiorno | Vini Zabù-KTM                    | + 2' 12"    |

## Evolució de les classificacions
| Etapa                  | Vencedor               | Classificació general | Classificació per punts | Classificació de la muntanya | Classificació per equips |
| ---------------------- | ---------------------- | --------------------- | ----------------------- | ---------------------------- | ------------------------ |
| 1                      | Yevgeniy Fedorov       | Yevgeniy Fedorov      | Yevgeniy Fedorov        | Ben Van Dam                  | Vino-Astana Motors       |
| 2                      | Taj Jones              | Yevgeniy Fedorov      | Yevgeniy Fedorov        | Nur Aiman Mohd Zariff        | Vino-Astana Motors       |
| 3                      | Max Walscheid          | Yevgeniy Fedorov      | Max Walscheid           | Nur Aiman Mohd Zariff        | Vino-Astana Motors       |
| 4                      | Kevin Rivera           | Danilo Celano         | Max Walscheid           | Nur Aiman Mohd Zariff        | Sapura                   |
| 5                      | Harrif Salleh          | Danilo Celano         | Max Walscheid           | Nur Aiman Mohd Zariff        | Sapura                   |
| 6                      | Hideto Nakane          | Danilo Celano         | Max Walscheid           | Nur Aiman Mohd Zariff        | Sapura                   |
| 7                      | Harrif Salleh          | Danilo Celano         | Max Walscheid           | Nur Aiman Mohd Zariff        | Sapura                   |
| 8                      | Max Walscheid          | Danilo Celano         | Max Walscheid           | Nur Aiman Mohd Zariff        | Sapura                   |
| Classificacions finals | Classificacions finals | Danilo Celano         | Max Walscheid           | Nur Aiman Mohd Zariff        | Sapura                   |